# Ignaz von Landsberg-Velen und Gemen

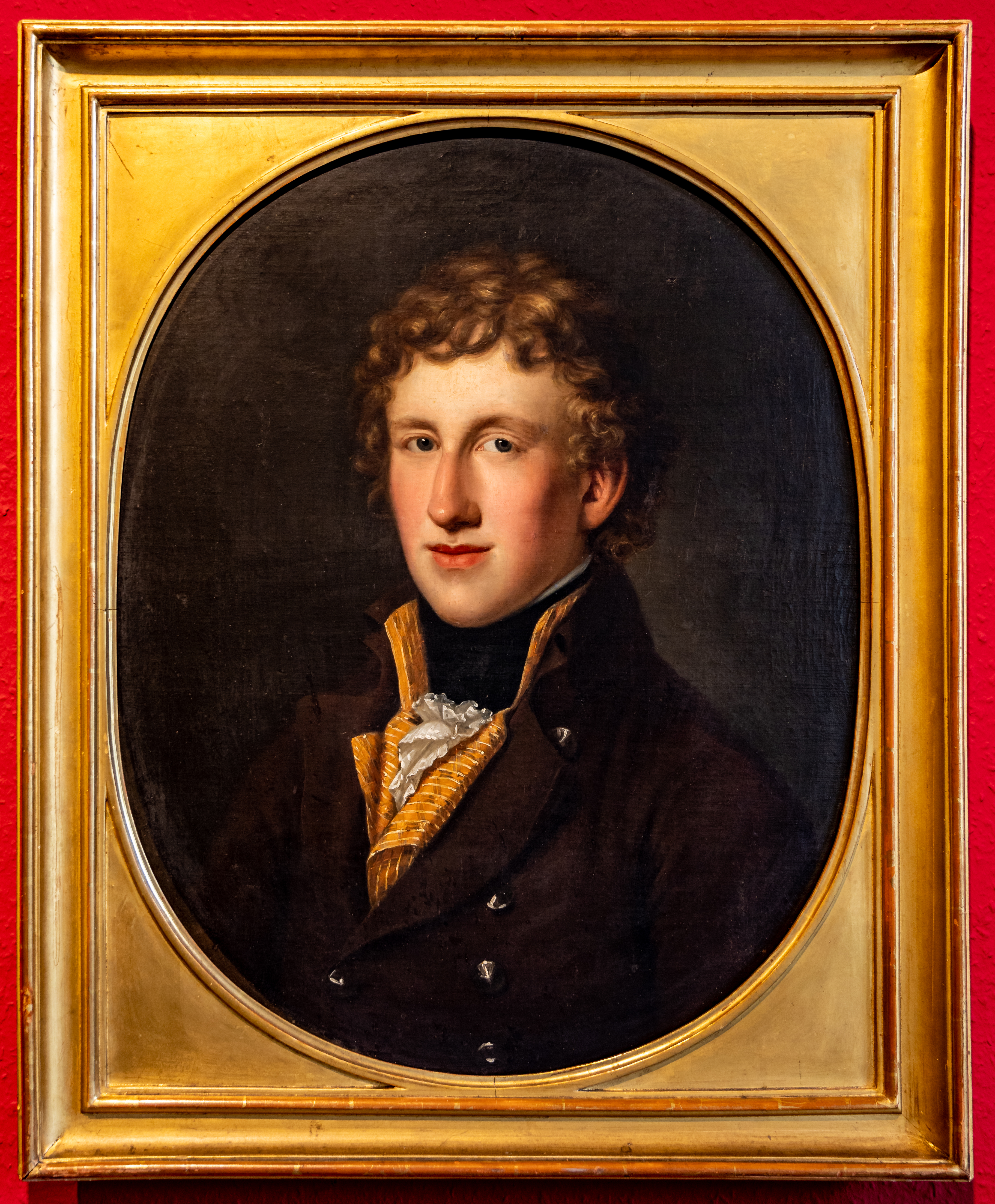
Ignaz von Landsberg-Velen und Gemen, um 1805, Gemälde von Johann Christoph Rincklake

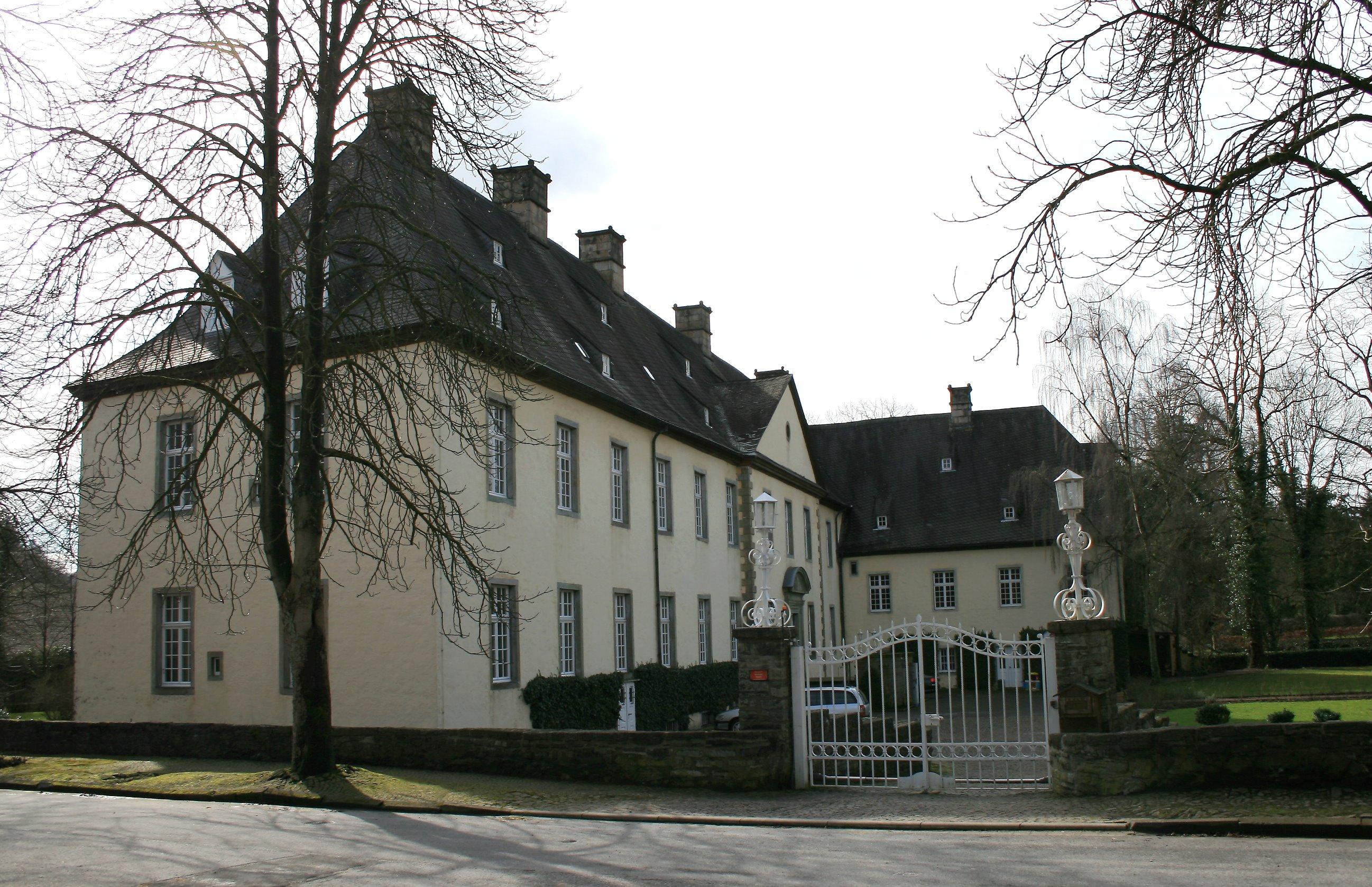
Schloss Wocklum

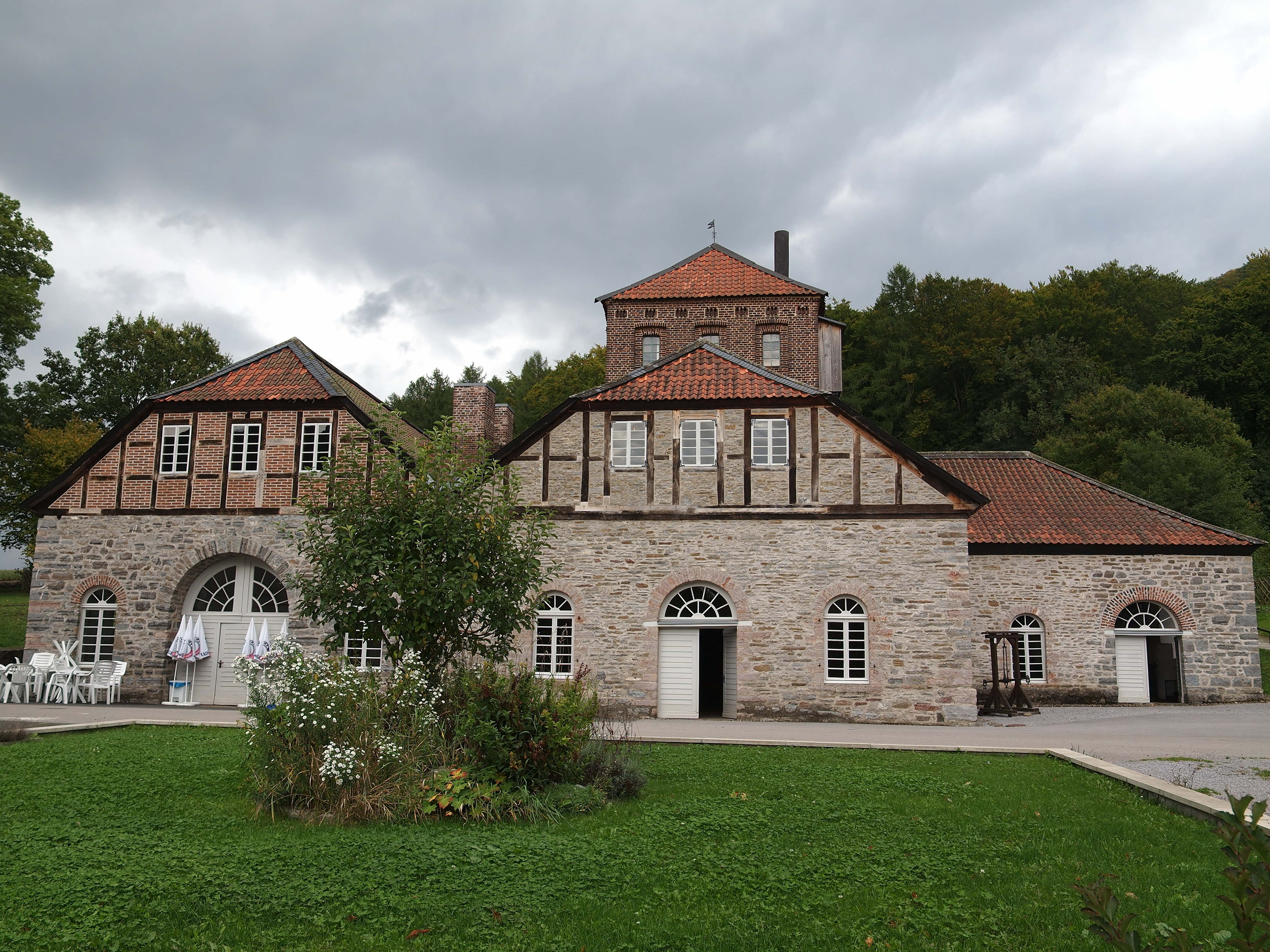
Luisenhütte Wocklum

Graf Johann Ignaz Franz von Landsberg-Velen und Gemen, bis 1840 Reichsfreiherr (* 2. Dezember 1788 wohl in Münster; † 19. September 1863 wohl auf Burg Gemen, Kreis Borken, Münsterland) aus dem Adelsgeschlecht der Herren von Landsberg war ein Unternehmer in der chemischen Industrie, westfälischer und preußischer Politiker und Standesherr der Herrschaft Gemen.

## Leben
Er war der Sohn des Freiherrn Paul Joseph von Landsberg-Velen (1760–1800) in Münster und der Theresia Gräfin von Wolff-Metternich zur Gracht (1765–1805) aus Bonn. Landsberg-Velen heiratete am 21. April 1813 in Velen (Kreis Borken) Louise Friederike Gräfin von Westerholt und Gysenberg. Ein Bruder war Engelbert von Landsberg-Velen und Steinfurt. Sein Sohn und Nachfolger als Standesherr von Gemen war Friedrich Graf von Landsberg-Velen und Gemen.
Als Unternehmer gründete er 1812 in der Nähe seines Schlosses Wocklum die Luisenhütte, die er nach seiner Ehefrau benannte. Zehn Jahre später beteiligte er sich mehrheitlich an der Gründung der chemischen Fabrik „F. Herold & Comp.“ in Wocklum und führte sie nach dem Ausscheiden Ferdinand Herolds 1836 als „Freyherrliche von Landsberg Velensche Chemische Fabrick“ weiter.
1826 wurde er Abgeordneter des westfälischen Provinziallandtags, war 1830 bis 1832 stellvertretender Landtagsmarschall und von 1832 bis 1858 Landtagsmarschall. In dieser Funktion stand er zwischen Regierung und Abgeordneten und agierte etwa in der Frage der Kölner Wirren ausgleichend. Dasselbe galt 1830 als in der Versammlung Forderungen nach einer gesamtstaatlichen Vertretung aufkam. Landsberg-Velen setzte durch, dass der Provinziallandtag auf eine direkte an den König adressierte Forderung verzichten würde und diese stattdessen an den Kronprinzen richten würde. Im Jahr 1843 kündigte er an, sich allen Anträgen, die ein Misstrauen gegenüber dem König erkennen lassen würden „ex officio“ zu widersetzen. Daher verhinderte Landsberg-Velen 1833, 1841 und 1843 weitere Forderungen nach einer reichsständischen Verfassung. Allerdings drängte er im Rahmen seiner Möglichkeiten auf eine Ausweitung der Kompetenzen. So hat er bereits zu Beginn der 1830er Jahre gefordert, die Regierung zu „Vorträgen“ vor dem Landtag zu verpflichten.
Am 15. Oktober 1840 wurde er mit seiner Familie in den preußischen Grafenstand erhoben, primogenitur aus jeweils adliger Ehe und geknüpft an den Besitz der Standesherrschaft Gemen mit der Herrschaft Velen und Raesfeld, alle Kreis Borken (Münsterland).
1847 wurde er Mitglied des Vereinigten Landtags und 1854 erbliches Mitglied des Preußischen Herrenhauses, hat allerdings diesen Sitz niemals eingenommen. Im Jahr 1857 wurde er zum königlich preußischen Wirklichen Geheimrat ernannt.

## Orden und Ehrenzeichen
- Roter Adlerorden 1. Klasse (1853)